# Лачедония
Лачедо̀ния (на италиански: Lacedonia; на неаполитански: Ceronn', Черонъ) е село и община в Южна Италия, провинция Авелино, регион Кампания. Разположено е на 733 m надморска височина. Населението на общината е 2427 души (към 2010 г.).